# Epicypta baiyunshana
Epicypta baiyunshana är en tvåvingeart som beskrevs av Wu och Yang 1997. Epicypta baiyunshana ingår i släktet Epicypta och familjen svampmyggor. Inga underarter finns listade i Catalogue of Life.